# Campos de extermínio na Polónia ocupada durante a Segunda Guerra Mundial

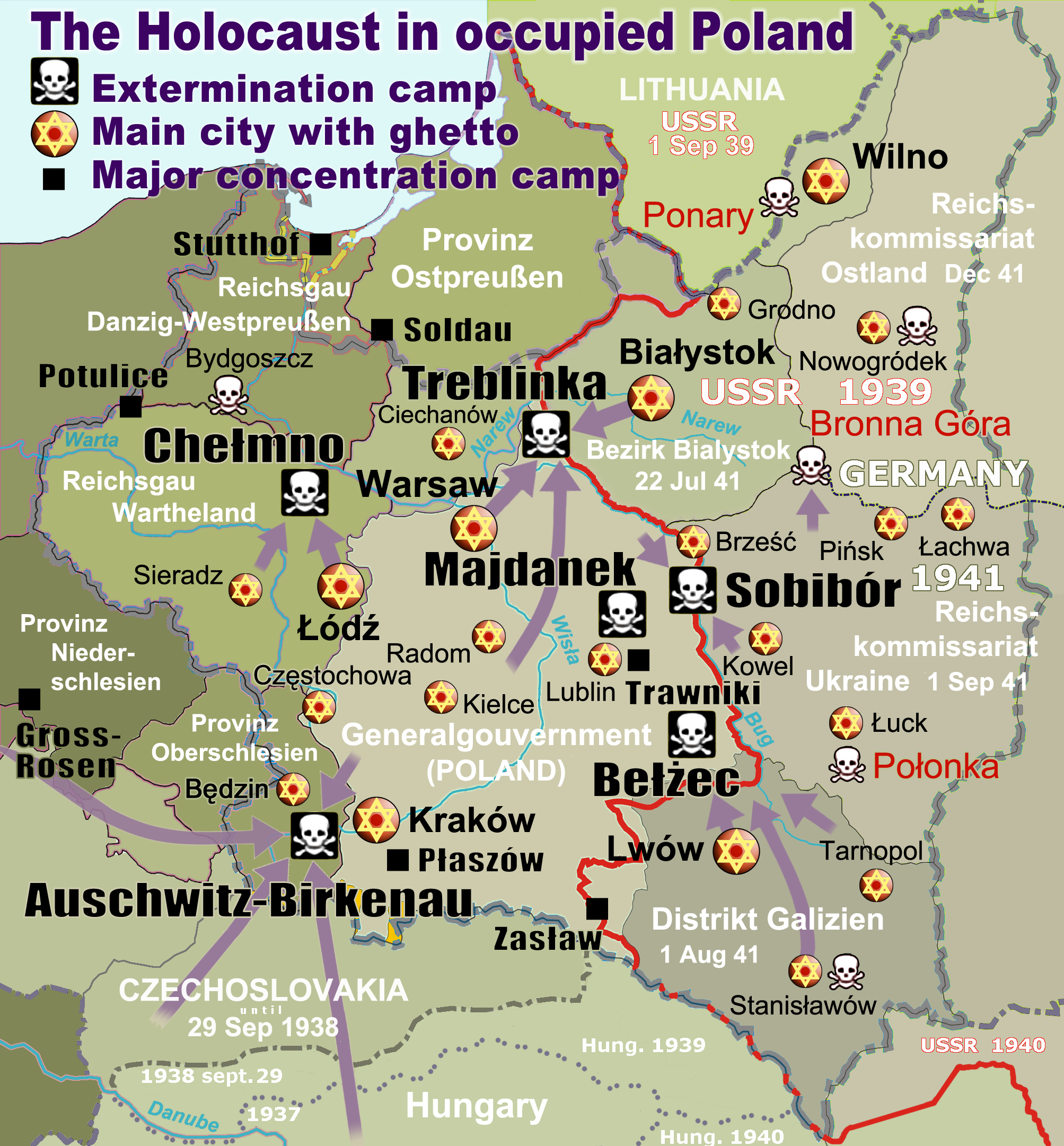
Os campos de extermínio nazistas na Polônia ocupada, marcados com caveiras brancas em quadrados negros

Os campos de extermínio na Polónia ocupada foram campos construídos em território polaco ocupado pelo Terceiro Reich durante a Segunda Guerra Mundial. Estes campos serviram quase exclusivamente como campos de assassinatos em massa.

## Enquadramento
A Polónia esteve durante a Segunda Guerra Mundial, sob ocupação da Alemanha Nazi, que aniquilou todas as instituições do Estado Polaco e que, para a realização de um plano de exterminação dos Judeus, construiu campos de concentração e de extermínio, nos territórios polacos ocupados pelo Terceiro Reich. Nestes campos, perderam a vida milhões de judeus polacos, cidadãos da República da Polónia e cidadãos de outras nacionalidades.
Pelo facto dos campos de extermínio se situarem em território polaco, observamos muitas vezes nos media e em artigos académicos a expressão incorrecta “campos de extermínio polacos”: uma situação que é alvo de protestos formais por parte das autoridades polacas.
Tendo em consideração as inúmeras vítimas dos campos de concentração e de extermínio da Alemanha Nazi, entre eles o de Auschwitz, bem como o sofrimento causado pelas atrocidades lá cometidas, é da mais elevada importância que não haja erros nem falsas interpretações dos factos. Importa sublinhar que a UNESCO, durante o encontro do Comité do Património Mundial na Nova Zelândia em 2007, respondeu ao pedido do Governo da República da Polónia e aprovou a designação oficial de „Auschwitz Birkenau, Campo de Concentração e de Extermínio Alemão Nazi (1940-1945)”. O interesse demonstrado pela UNESCO realça a grande importância de assegurar que não existe nenhuma dúvida sobre os responsáveis pelas atrocidades cometidas no campo de Auschwitz e nos outros campos da Alemanha Nazi.

## Campos de extermínio e campos de concentração
Diferentes dos campos de concentração, que foram principalmente campos de detenção e de trabalho forçado, os campos de extermínio funcionavam quase exclusivamente como campos de assassinatos em massa.  As SS e polícia alemã assassinaram cerca de 2.700.000 judeus nos campos de extermínio por asfixia através da emissão de gases, ou por fuzilamento.
Os campos de extermínio eram secretos. Neste sentido, alguns pontos estratégicos foram reestruturados de forma a esconder o assassinato de milhões de seres humanos, que ali acontecia.

## Lista de campos de extermínio na Polónia ocupada
Dados retirados da Enciclopédia do Holocausto.
- 1941 - O primeiro campo de extermínio foi Chelmno, inaugurado em Warthegau (parte da Polónia anexada à Alemanha) Os mortos eram principalmente judeus que juntamente com ciganos romenos foram mortos por envenenamento
- 1942 - No Generalgouvernement, um território no interior da Polónia ocupada, os nazis inauguraram os campos de extermínio de Belzec, Sobibor e Treblinka, conhecidos colectivamente como “Campos da Operação Reinhard” (ligação), com o objectivo de assassinar sistematicamente os judeus polacos.
- 1943 - O maior campo de extermínio foi Auschwitz-Birkenau, que no começo de 1943 já possuía quatro câmaras de gás que operavam com o gás venenoso Zyklon B. No auge das deportações, mais de 6 mil judeus eram asfixiados por dia com este gás, em Auschwitz-Birkenau.

Campo de Majdanek (1941) - Embora seja muitas vezes considerado como um campo de extermínio, estudos recentes rebelaram que o campo Lublin/Majdanek foi utilizando para outras operações. Apesar de, ocasionalmente, ter funcionado como local de extermínio, serviu principalmente como local de concentração de judeus que os alemães poupavam para serem usados como trabalhadores.